# Laura Mennell
Laura Mennell est une actrice canadienne, née le 18 avril 1980 à Surrey, en Colombie-Britannique.

## Filmographie

### Cinéma
- 2001 : 13 fantômes (Thir13en Ghosts) : Susan LeGrow, The Bound Woman
- 2003 : Alarium : Vivienne
- 2004 : 11-11 : Les portes de l'enfer (11:11) : Sara Tobias
- 2008 : Lovers (Elegy) : Cute Girl
- 2008 : Trick 'r Treat : Allie
- 2008 : Thomas Kinkade's Home for Christmas (vidéo) : Nicole
- 2009 : Watchmen : Les Gardiens (Watchmen) : Janey Slater
- 2009 : Le Prix du sang (Driven to Kill) : Lanie Drachev
- 2025 : The Monkey de Oz Perkins : l'ex de Hal et maman de Petey

### Télévision

#### Séries télévisées
- 1999 : Millennium (saison 3, épisode 11) : Sorority Sister #1
- 1999 : Stargate SG-1 (saison 3, épisode 8) : Mary
- 2001 : Special Unit 2 (saison 2, épisodes 5) : Amber
- 2001 : Cold Squad, brigade spéciale (Cold Squad) (saison 5, épisodes 8) : Larisa Childs
- 2002 : UC: Undercover (saison 1, épisodes 11) : Collin's Daughter
- 2003 : Andromeda (saison 4, épisodes 8) : Siara
- 2004 : Dead Like Me (saison 2, épisodes 7) : Desiree
- 2005 : Stargate Atlantis (saison 1, épisodes 15) : Sanir
- 2006 : The L Word (saison 3, épisodes 2 & 3) : Sister Toni
- 2007 : Les 4400 (The 4400) (saison 4, épisode 3) : Young Audrey Parker
- 2007 : Fallen (mini-série) : Penemue
- 2007 : Flash Gordon (saison 1, épisode 6) : Lilian
- 2008 : Sanctuary (saison 1, épisode 3) : Caird
- 2007 : Blood Ties (saison 2, épisode 5) : Christina
- 2009 : Eureka (saison 3, épisode 15) : Dr Rivers
- 2009 / 2011 : Smallville (épisodes 8x15 / 10x21) : Toni / Janet Dawson
- 2010 : Fringe (saison 2, épisode 12) : Rose
- 2010 : Supernatural (saison 6, épisodes 1 & 10) : Brigitta / Djinn
- 2011-2012 : Alphas (24 épisodes) : Nina Theroux
- 2013 : Republic of Doyle (saison 5, épisode 5) : Rachel Malloy
- 2014 : Motive (8 épisodes) : Samantha Turner
- 2014-2015 : Les Mystères de Haven (13 épisodes) : Dr Charlotte Cross
- 2015 : Le cœur a ses raisons (saison 2, épisode 1) : Samantha Madison
- 2015 : Retour à Cedar Cove (saison 3, épisode 4 & 5) : Kelly
- 2015 : Girlfriends' Guide to Divorce (saison 2, épisode 4) : Marria
- 2016 : Legends of Tomorrow (saison 1, épisode 8) : Gail Knox
- 2016 : Les Voyageurs du Temps (saison 1, épisode 8) : ADA Peckham
- 2016-2021 : Van Helsing (10 épisodes) : Rebecca
- 2017 : Real Detective (série documentaire, épisode 2x05) : Tammy Armstrong
- 2017-2018 : Loudermilk (14 épisodes) : Allison Montgomery
- 2018 : Le Maître du Haut Château (9 épisodes) : Thelma Harris
- 2019-2020 : Project Blue Book (20 épisodes) : Mimi Hynek[1]
- 2021 : Two Sentence Horror Stories (saison 3, épisode 7) : Kora
- 2021 : Batwoman (9 épisodes) : Enigma / Evelyn Rhyme

#### Téléfilms
- 1998 : Je t'ai trop attendue (I've Been Waiting for You) de Christopher Leitch : Sarah Lancaster
- 2000 : Meurtres en famille (Scorn) de Sturla Gunnarsson : Lisa
- 2005 : Le Souvenir d'un frère (Personal Effects) de Michael M. Scott : Nicole Forester
- 2006 : Menace maternelle (The Last Trimester) de Mark Cole : Marlene Brenden
- 2006 : 11 septembre - Le détournement du vol 93 (Flight 93) de Peter Markle : Elizabeth Wainio
- 2007 : Trois sœurs dans le Montana (Montana Sky) de Mike Robe : Lily
- 2008 : Un souhait pour Noël (The Mrs. Clause) de George Erschbamer : Jill
- 2009 : Un mariage sous surveillance (Sight Unseen) de David Golden : Cloe Brooks
- 2009 : Health Nutz de Tony Dean Smith : Jennifer Noir
- 2010 : Au bénéfice du doute (A Trace of Danger) de Terry Ingram : Beth
- 2013 : Une rencontre pour Noël (The Christmas Ornament) de Mark Jean : Rebecca
- 2014 : Un œil sur mon bébé (Stolen from the Womb) de Terry Ingram : Chelsey Miller
- 2015 : Ma seule famille (My New Best Friend) de Terry Ingram : Samantha
- 2015 : Enquêtes gourmandes : Meurtre au menu (The Gourmet Detective) de Scott Smith : Pauline Duquette
- 2015 : Amour versus glamour (A Country Wedding) d'Anne Wheeler : Catherine
- 2017 : Maternal Instinct de George Erschbamer : Heather Parker